# Calometopus nigerrimus
Calometopus nigerrimus är en skalbaggsart som beskrevs av Schein 1956. Calometopus nigerrimus ingår i släktet Calometopus och familjen Cetoniidae. Inga underarter finns listade.